# Gryllita
Gryllita is een geslacht van rechtvleugeligen uit de familie krekels (Gryllidae). De wetenschappelijke naam van dit geslacht is voor het eerst geldig gepubliceerd in 1935 door Hebard.

## Soorten
Het geslacht Gryllita omvat de volgende soorten:
- Gryllita arizonae Hebard, 1935
- Gryllita weissmani Vickery, 1993